# راتنيك
راتنيك (الروسية: Ратник) وتعني المحارب، هو نظام قتال مشاة روسي مستقبلي. بعض المكونات، بما في ذلك أنظمة الاتصالات وتقنيات الرؤية الليلية، لها توزيع عسكري محدود للغاية. وهي مصممة لتحسين الاتصال والفعالية القتالية للأفراد القتاليين في القوات المسلحة الروسية. تشمل التحسينات درعًا حديثًا للجسم، وخوذة مزودة بجهاز مراقبة خاص للعين (حراري، ومنظار أحادي للرؤية الليلية، ومصباح يدوي)، وأنظمة اتصالات، وسماعات رأس خاصة. يتضمن 10 أنظمة فرعية و59 عنصرًا فرديًا.
ومن المتوقع أن يتم تحسين النظام في نظام جديد "سوتنيك" في عام 2025.

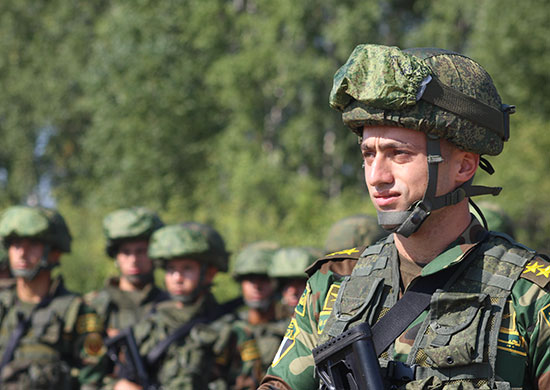
مظليين مصريين يرتدون نظام راتنيك

## تاريخ
تم الإبلاغ لأول مرة عن استخدام راتنيك خلال ضم شبه جزيرة القرم من قبل الاتحاد في عام 2014. كما كانت هناك تقارير تفيد بأن القوات الروسية قد قامت بتجربة مكونات "راتنيك" في العمليات القتالية.
في أغسطس 2019، أفيد أن راتنيك قد تم اختباره على يد جنود من بيلاروسيا وفيتنام وقيرغيزستان والصين ولاوس ومنغوليا وباكستان وأوزبكستان.
وفي يوليو 2021، تم تجهيز القوات الروسية المنتشرة في طاجيكستان للعمل جنبًا إلى جنب مع القوات الطاجيكية بما لا يقل عن 200 مجموعة من نظام راتنيك.

## عناصر
يتكون النظام من أجهزة الحماية والاتصالات والأسلحة والذخيرة الحديثة. ويتكون من خوذة، درع الجسم؛ زي يتكون من قطعة واحدة؛ حماية للأذنين؛ نظارات واقية؛ مجموعة واقية للركب والكوعين؛ قاذف قنابل يدوية أو مدفع رشاش أو بندقية هجومية؛ بندقية قنص؛ ذخيرة؛ سكين قتال، بالإضافة إلى وسائل استطلاع على مدار الساعة طوال أيام الأسبوع؛ نظام للرؤية نهارًا وليلاً؛ منظار بصري صغير الحجم؛ مناظير بصرية وحرارية للأسلحة، وغيرها. يتم تزويد معدات "راتنيك" مع ألوان التمويه التقليدية.
بالإضافة إلى ذلك، يشتمل النظام على ملجأ عالمي، وسكين متعدد الوظائف، ومصباح إشارة، وساعة، وأطقم تمويه ثنائية الجوانب شتوية وصيفية؛ مصدر حرارة مستقل، حقيبة ظهر، فلتر مياه فردي؛ أداة صغيرة للتحفير، أجهزة حماية التنفس؛ وسائل المكافحة الإشعاعية والكيميائية؛ طقم طبي، وملابس تصفية.
يوفر نظام "ستريليتس" (Стreльцы "الفارس") الاتصال الصوتي والمرئي. يتضمن النظام وحدة ملاحة غلوناس حتى يتمكن قائد الفرقة من رؤية موقع كل جندي على جهاز الكمبيوتر اللوحي الخاص به. باستخدام هذا الكمبيوتر، يمكنه أيضًا إصدار الأوامر لفريقه، وإرسال مقاطع الفيديو والصور إلى المقر الرئيسي. بالإضافة إلى ذلك، يمتلك كل جندي جهاز كمبيوتر تكتيكي أصغر حجمًا بحجم الهاتف. تم تشغيل نظام القيادة والسيطرة والاستخبارات في الصراع السوري لإرسال بيانات الهدف إلى الطائرات الهجومية. يوفر استخدام النظام جنبًا إلى جنب مع قاذفة الخطوط الأمامية سوخوي سو-24 دقة تصل إلى 100% تقريبًا.
يحمي "راتنيك" تقريباً 90% من جسم الجندي. يُصنف درع الجسم الرئيسي مع اللوحات، المعروف بالرمز '6Б45'، بأنه في فئة الحماية 6، وفقًا لمعايير جوست، ويزن 7.5 كيلوغرام (مع النسخة الهجومية تصل إلى 15 كيلوغرام). يحمي الدرع الرئيسي الجسم بشكل كامل من 7.62 × 39 ملم من البنادق الهجومية، وطلقات 7.62 × 54 ملم من بنادق القنص،، بما في ذلك زيادة اختراق الرصاص المقوى، ويمكنه الصمود أمام إطلاق النار المتكرر من هذه العيارات عند مسافة قريبة. يُزعم أن خوذة '6Б45' تحمي رأس الجندي بنسبة 40% أكثر من نظيراتها في الناتو.
اللوحات داخل السترة، المعروفة بـ "Гранит" ("غرانيت")، يمكن إزالتها من الدرع الرئيسي، حيث يتم تغليف داخل السترة بطبقة من الكيفلار لتوفير حماية إضافية. تم تشكيل هذه اللوحات بشكل مشابه لشكل "شوتر" من ملحق الحماية من الأسلحة الصغيرة للقوات المسلحة للولايات المتحدة.
يبلغ وزن نظام مشاة راتنيك الكامل مع الدروع الخاصة المضادة للرصاص للفخذ والكتف 19-20 كغ. تزن معدات راتنيك الأساسية (للمهندسين والأطباء) 15 كجم (بدون واقيات الفخذ والكتف). معدات راتنيك مصنوعة من نسيج خاص يمنع اكتشاف القوات بواسطة أجهزة الأشعة تحت الحمراء.
قامت شركة TsNIITochMash الروسية (جزء من مجموعة روستيخ الدفاعية) بتطوير خرطوشة مقاس 5.45×39 ملم أكثر قوة، مع زيادة كثافة النيران واختراق الرصاص أثناء عملها على معدات الجنود. قامت شركة شفابي الروسية القابضة بتطوير نسخة جديدة أخف من منظار سلاح الرؤية الليلية الحراري، وهو مكمل لمعدات القتال الميدانية للجندي. كما ابتكرت شركة شفابي تقنية تزيد من مسافة التصويب.

### تاريخ الإنتاج
تم توزيع مجموعات نموذج راتنيك في البداية على وحدات مختارة في القوات البرية في عام 2013 وفقًا لأوليج مارتيانوف، عضو اللجنة الصناعية العسكرية الروسية، التي تعمل كحلقة وصل بين الحكومة وصناعة الدفاع. في البداية، ستتلقى قوات النخبة فقط بندقية أيه كيه-12 كجزء من نظام راتنيك، بينما ستستمر بقية القوات البرية في استخدام أيه كيه-74 حتى عشرينيات القرن الحالي.
بالنسبة للبحرية الروسية والقوات الهندسية، يتم دمج السترة المضادة للرصاص مع سترة النجاة، حتى لا يغرق الجنود والبحارة. تم تجهيز جميع وحدات مشاة البحرية بمعدات راتنيك  من نوفمبر 2016 
بدأت عمليات التسليم التسلسلي وإنتاج الدفعات من راتنيك في النصف الأول من عام 2015. تم تسليم حوالي 300,000 مجموعة اعتبارًا من ديسمبر 2020. تم تجهيز القوات البرية الروسية والألوية الساحلية التابعة للبحرية بشكل كامل بمعدات راتنيك القتالية في مارس 2019. تم تسليم 18,000 مجموعة في عام 2019 من الإصدارات الأساسية وإصدارات القائد والقناصة والمدفعية ورجل الدبابة و18,000 أخرى في عام 2020. وبدأ تسليم نسخة جديدة للتضاريس الجبلية والصحراوية في يوليو 2021. تم تنفيذ العمل في عام 2021 ليشمل الطائرات بدون طيار الصغيرة والمتناهية الصغر، والمجمعات الآلية القابلة للارتداء، بالإضافة إلى الهياكل الخارجية. قام مصنع تصنيع الآلات في نوفوسيبيرسك بتطوير نظارات الواقع المعزز المدمجة في راتنيك. تبلغ التكلفة التقديرية لمجموعة واحدة من النظارات أكثر من 500 ألف روبل، أو 6000 دولار أمريكي، أي أكثر بـ 2000 دولار من الجيل الثاني من مايكروسوفت هولولنز. وبحسب ما ورد تم الانتهاء من تسليمات راتنيك لعام 2022 في وقت مبكر.

## قائمة المكونات الفردية

### عناصر القتال الموحدة
- نظام طبقة جميع المواسم - نظام متعدد الطبقات تم تصنيعه بواسطة مجموعة بي تي كيه مصمم للاستخدام في درجات حرارة تتراوح من 15 °م (59 °ف) إلى −40 °م (−40 °ف) .
- 6Sh122 - بدلة قتالية قابلة للعكس مصممة للإخفاء (تُستخدم بشكل أساسي في الاستطلاع) في مجموعة متنوعة من البيئات، وهي تأتي في نوعين مختلفين، الأخضر الفاتح والبني.

### المعدات القتالية
- 6B45 /6B43 - نظام الدروع الأساسي لوحدات المشاة
- 6B46 - نظام درع للوحدات خفيفة الوزن
- 6B47 - نظام خوذة من ألياف الأراميد مصمم لنيران الأسلحة الصغيرة. يتضمن غطاءين يسمحان للخوذة بالقفز، أحدهما أبيض والآخر بنمط EMR (النباتات الرقمية) القياسي.
- 6B48 Ratnik-ZK - نظام الدروع الأساسي للدبابات وأطقم المركبات المدرعة [32]
- 6B49 Ratnik-BZK - بدلة مضادة للشظايا.
- 6Sh116/6Sh117 - معدات حمل مع مجموعة متنوعة من حقائب الأدوات لتناسب مختلف أسلحة الجيش الروسي، وتتضمن حقيبة ظهر سعة 7 لترًا وحقيبة ظهر دورية سعة 25 لترًا.
- 6Sh118 RAID Pack - حقيبة ظهر سعة 60 لترًا مصممة لحمل المعدات الكبيرة وعمليات النشر الطويلة.
- GSSh-01-01 (6m2-1) - حماية نشطة للسمع باستخدام كابل الراديو

### مُكَمِّلات
- 6B50 - نظارات واقية من الغبار والصدمات
- 6B51 - حامية للركبة والكوع
- قفازات 6Sh122
- أحذية VKBO الصيفية
- أحذية Faradei الشتوية
- مجرفة خفيفة
- الأدوات المتعددة
- 6Sh120 نظام المأوى
- ساعة 6E4-1
- FSS-014 - نظام إضاءة يمكن تركيبه على الخوذة
- NF-10 نظام المياه الفردي
- مناظير الرؤية الليلية والحرارية 1PN140 و1PN141 [33]

## المستخدمون
- مصر[34]
- فيجي[35]
- روسيا[36]
- سوريا[37]

## معرض

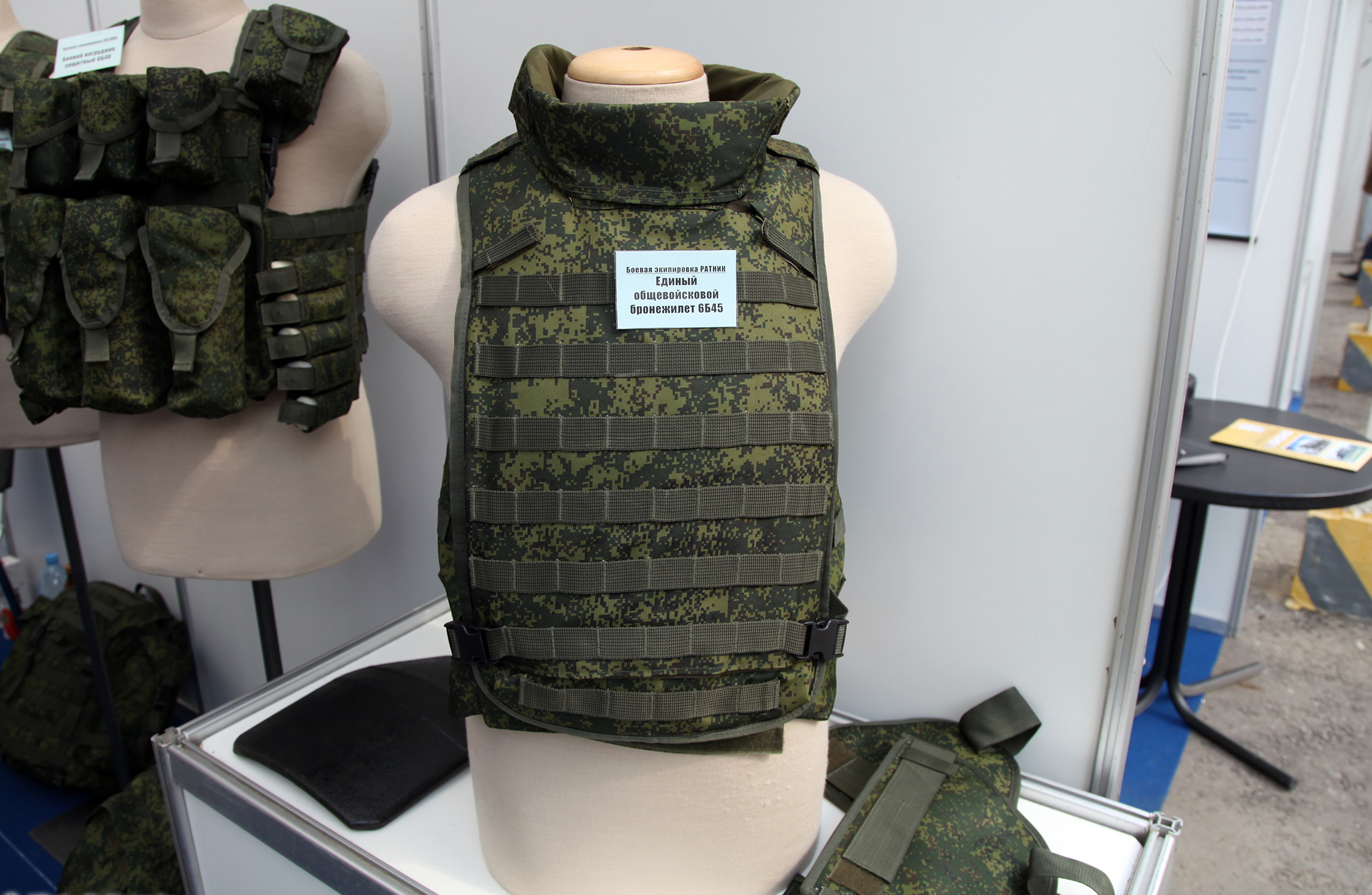
سترة مضادة للرصاص
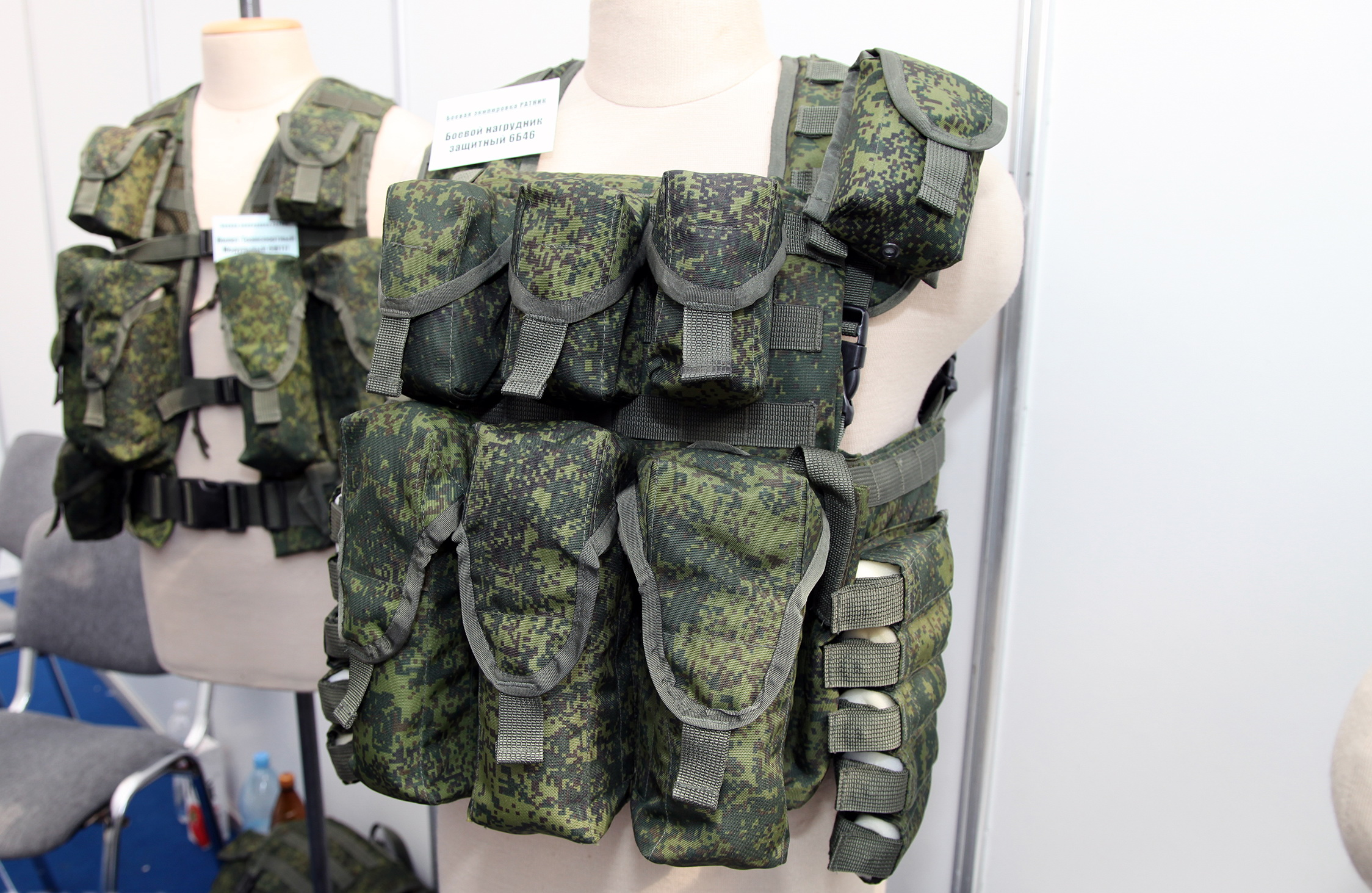
سترة معدات تكتيكية
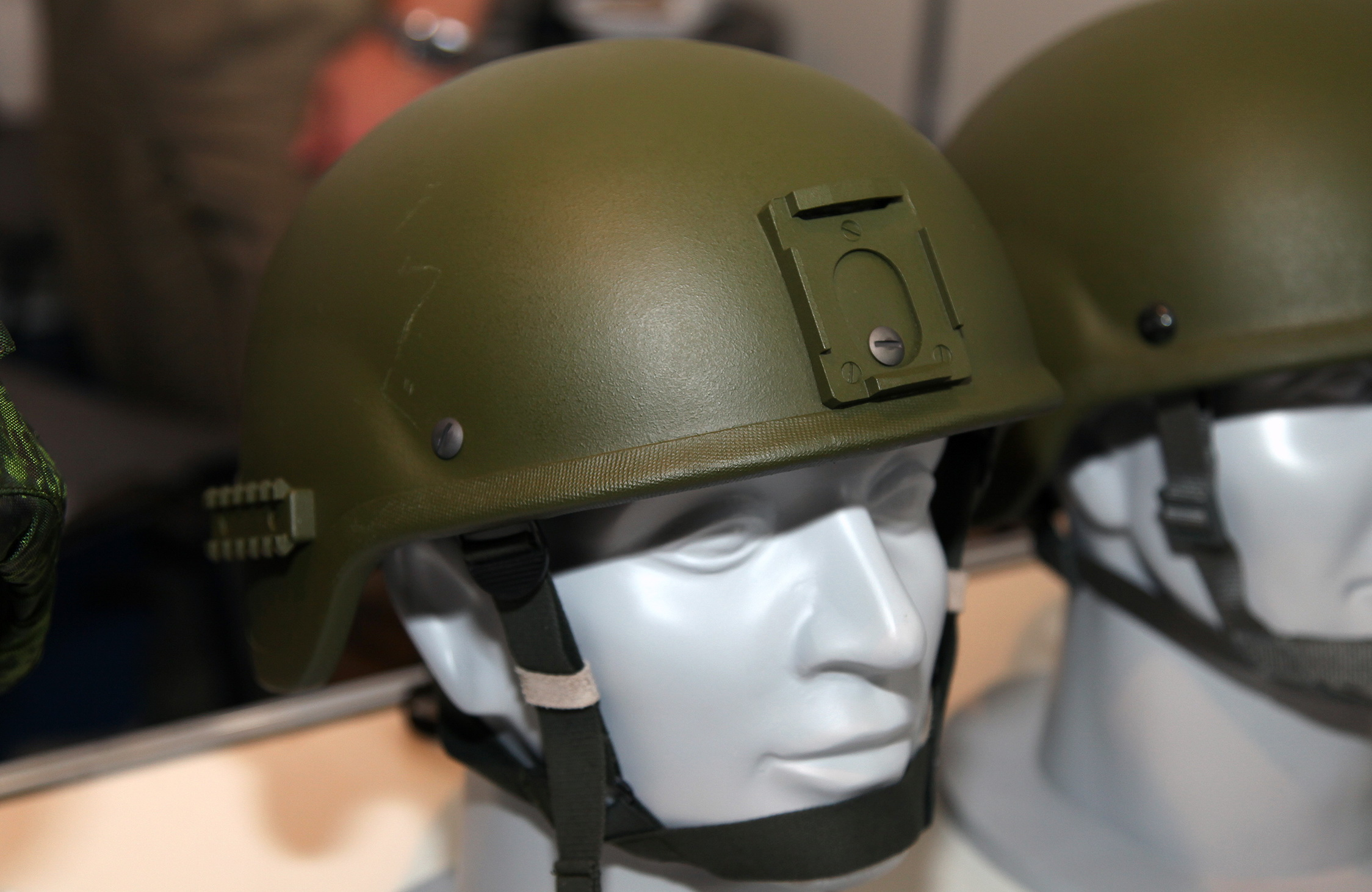
خوذة عسكرية 6B47.
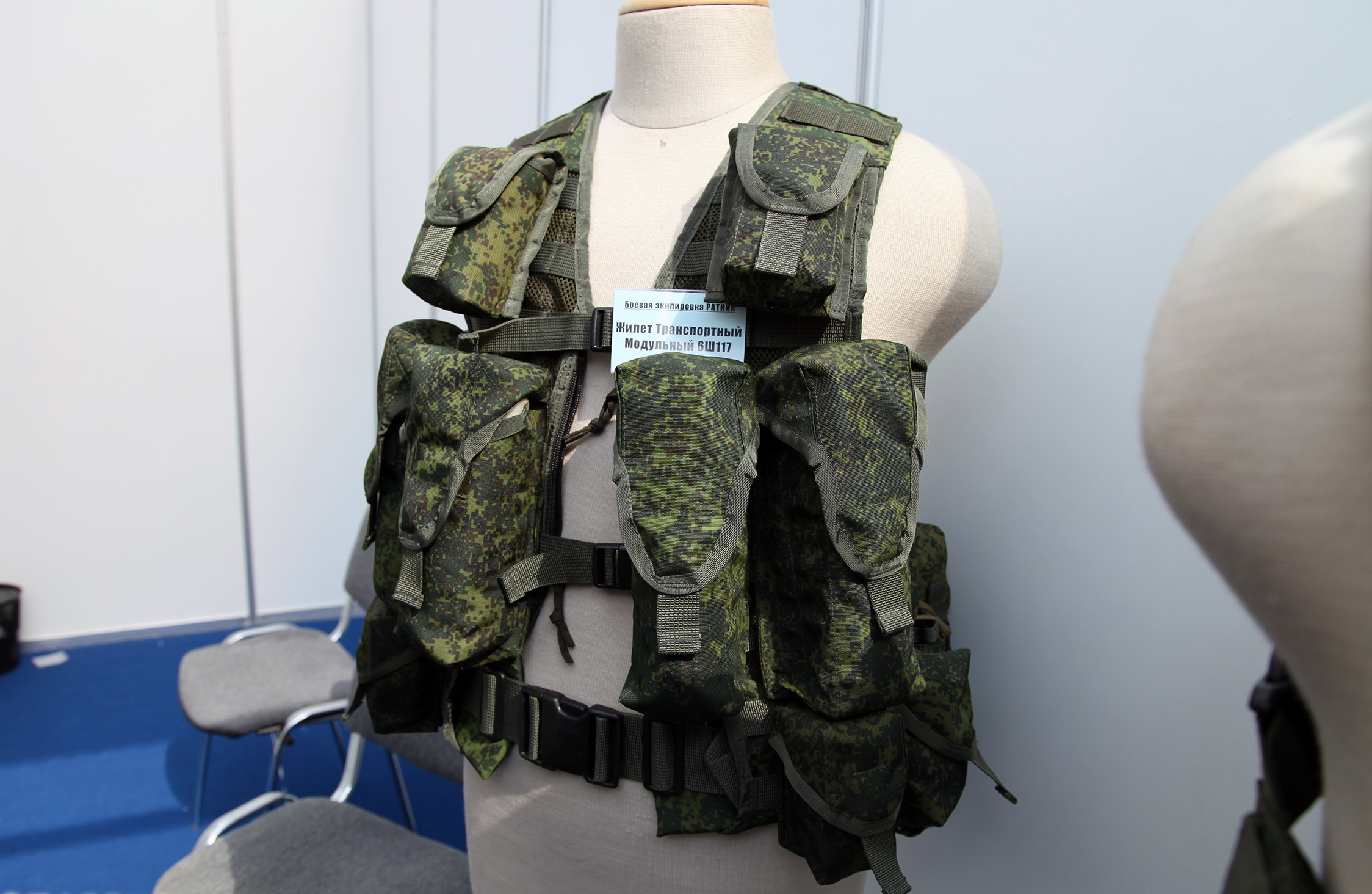
سترة معدات خفيفة الوزن
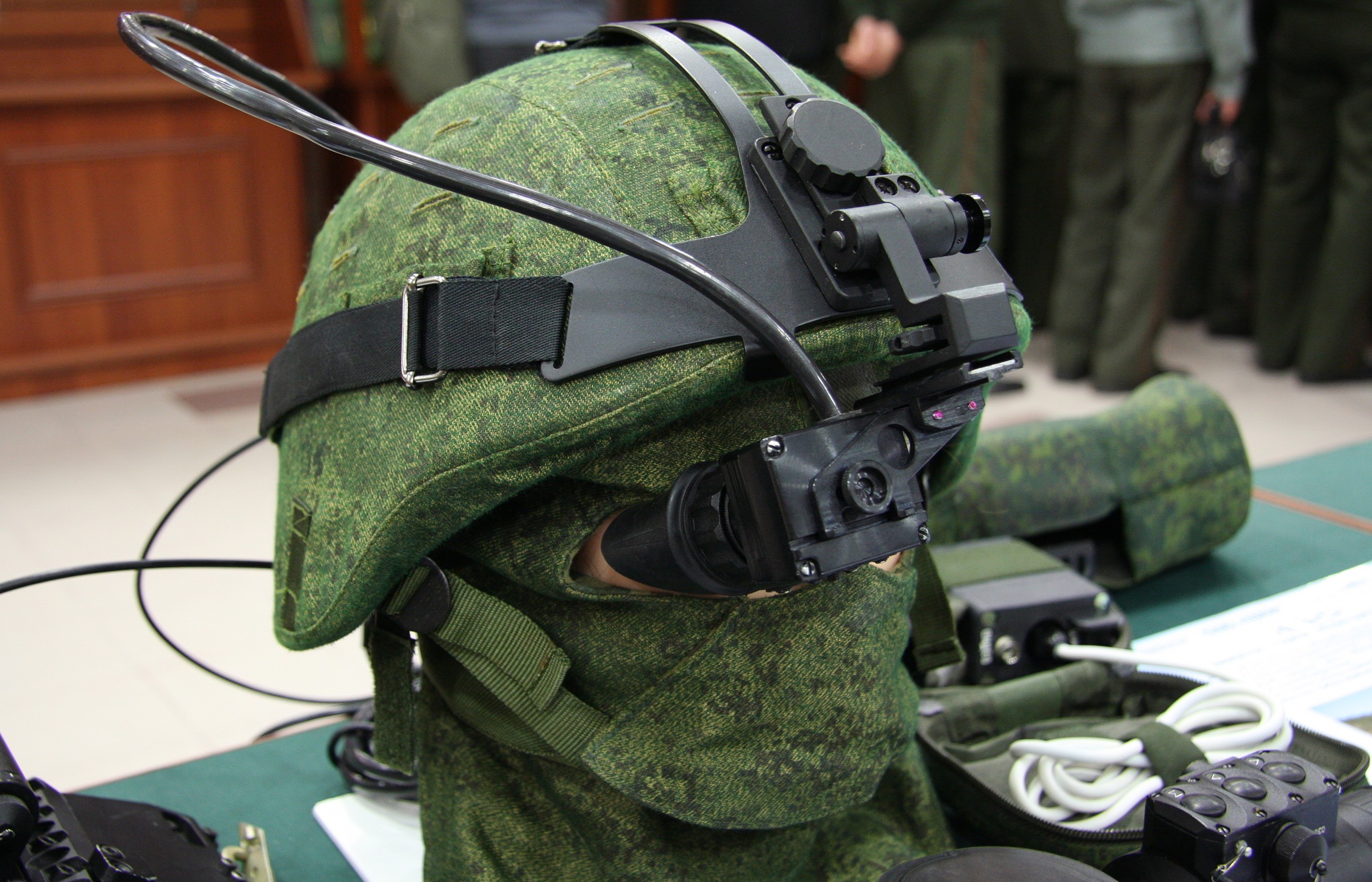
منظار حراري
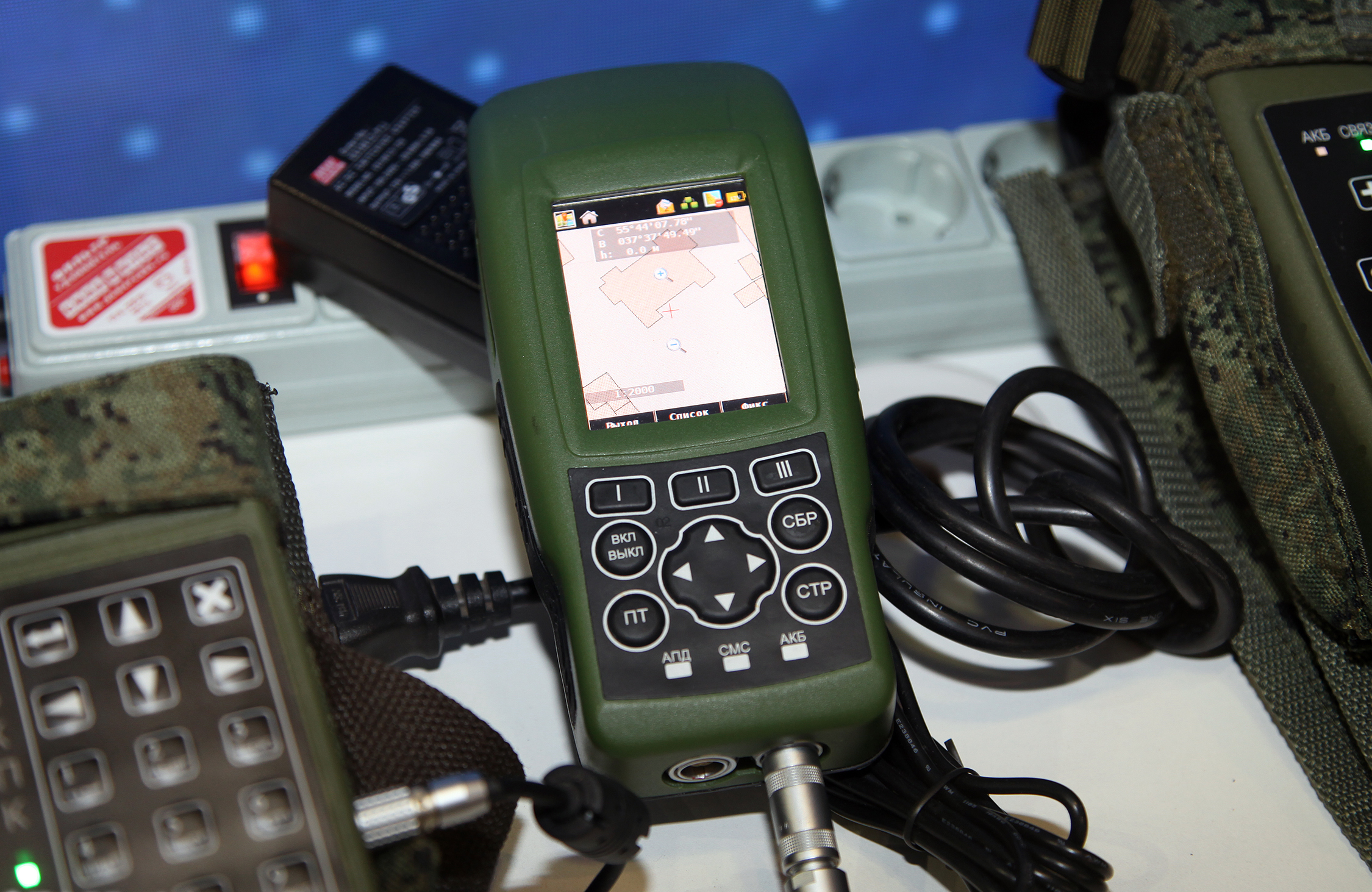
جهاز استقبال للجنود
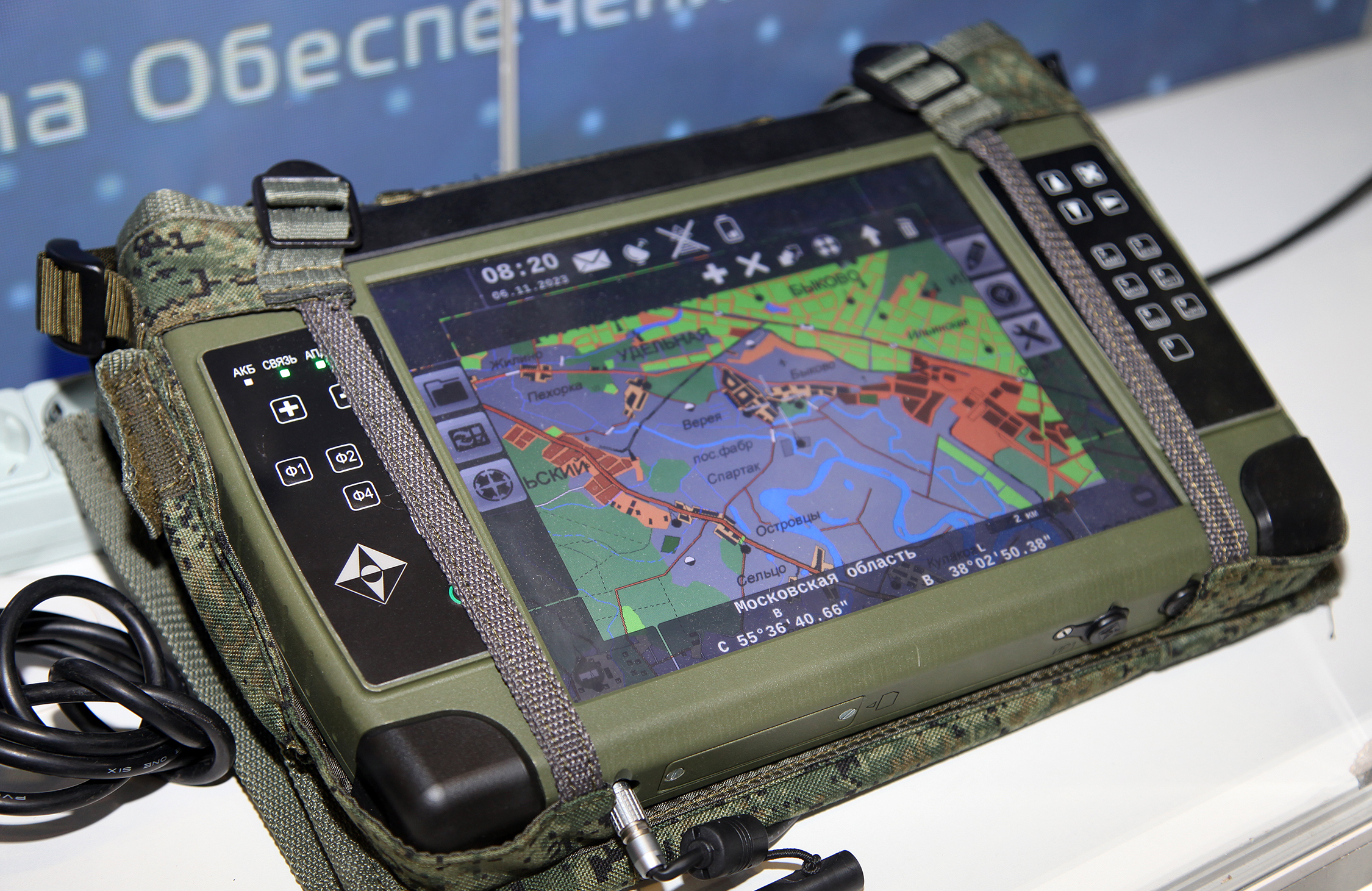
الكمبيوتر اللوحي للضباط
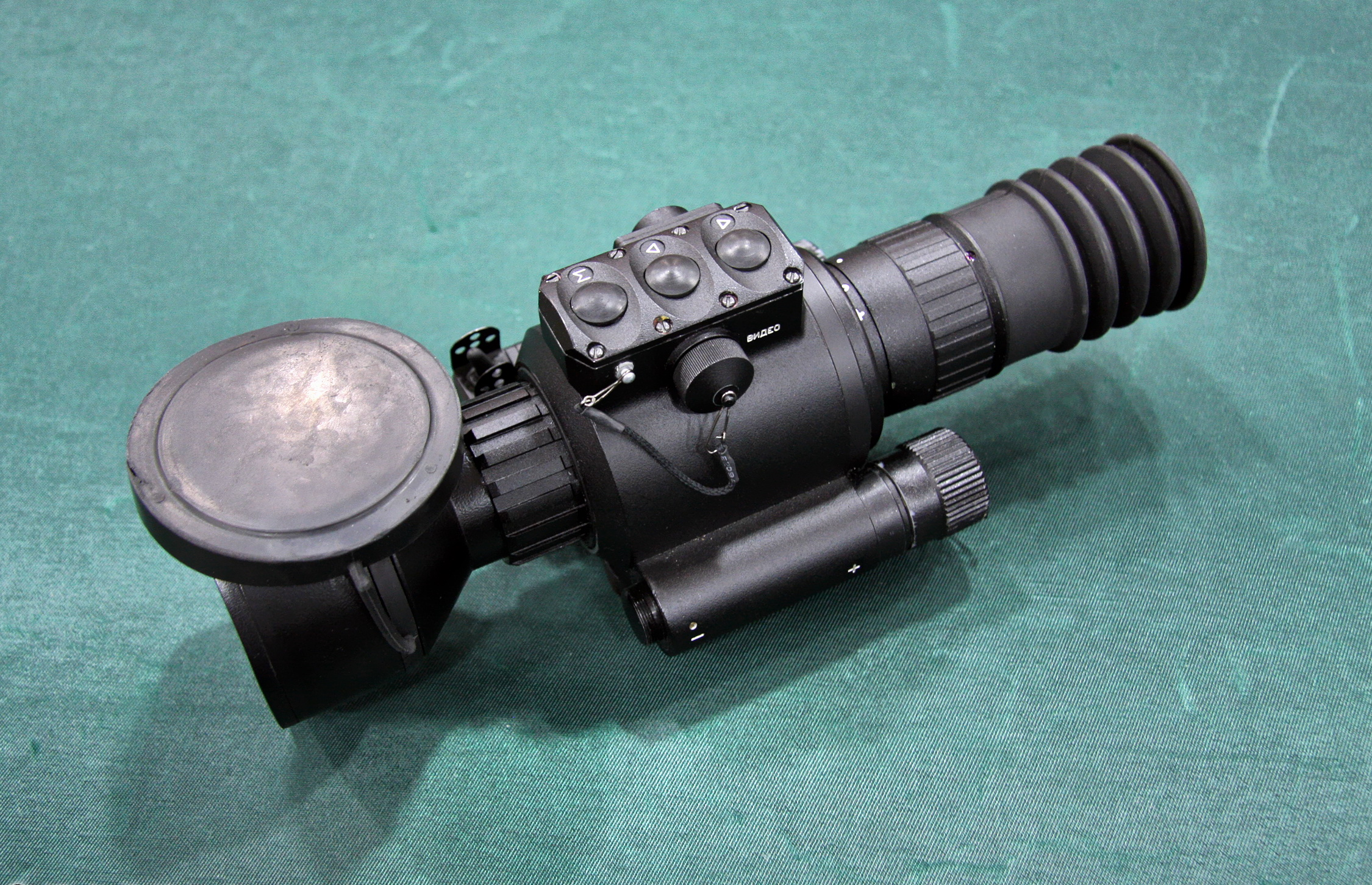
منظار حراري للبنادق